# Juhani Pikkarainen
Juhani Pikkarainen né le 30 juillet 1998 à Paimio en Finlande, est un footballeur international finlandais. Il évolue au poste de défenseur central au Degerfors IF.

## Biographie

### En club
Né à Paimio en Finlande, Juhani Pikkarainen est formé par le TPS Turku, puis il rejoint l'Autriche pour poursuivre son apprentissage au Red Bull Salzbourg.
En janvier 2019, Juhani Pikkarainen fait son retour en Finlande en rejoignant le Kokkolan Palloveikot. Le transfert est annoncé dès le 11 décembre 2018.
Il joue son premier match pour le club le 8 février 2019, lors d'une rencontre de coupe de Finlande face au FC Ilves Il est titularisé et son équipe est battue par deux buts à un.
Après la relégation en deuxième division du KPV à l'issue de la saison 2019, Juhani Pikkarainen fait son retour dans son club formateur, TPS Turku, en janvier 2020. Le transfert est officialisé le 27 novembre 2019.
Le 17 novembre 2021, Pikkarainen signe avec le VPS Vaasa, qu'il rejoint officiellement en janvier 2022,.
En janvier 2024, Juhani Pikkarainen rejoint le FC Ilves. Le transfert est annoncé dès le 6 novembre 2023 et il signe un contrat courant jusqu'en décembre 2025.
Le 5 janvier 2025, lors du mercato hivernal, Juhani Pikkarainen rejoint la Suède en signant en faveur du Degerfors IF pour un contrat courant jusqu'en décembre 2027.

### En sélection
Juhani Pikkarainen représente la Finlande en sélection, il commence avec les moins de 18 ans. Il joue en tout trois matchs avec cette équipe, tous en 2016.
Le 2 octobre 2024, Juhani Pikkarainen est convoqué pour la première fois avec l'équipe nationale de Finlande par le sélectionneur Markku Kanerva. Mais il ne joue aucun match. C'est lors du rassemblement suivant qu'il honore sa première sélection avec la Finlande, le 17 novembre 2024, à l'occasion d'un match comptant pour la Ligue des nations 2024-2025 face à la Grèce. Titularisé, il voit son équipe s'incliner sur le score de deux buts à zéro,.